# Justin Knox
Justin Horatio Knox (Tuscaloosa, Alabama, 13 de enero de 1989) es un jugador de baloncesto estadounidense que pertenece a la plantilla del Wonju DB Promy de la Korean Basketball League. Con 2,06 metros de estatura, juega en la posición de ala-pívot.

## Trayectoria deportiva

### Universidad
Jugó tres temporadas con los Crimson Tide de la Universidad de Alabama, en las que promedió 5,0 puntos y 3,8 rebotes por partido. En 2010 fue transferido a los North Carolina de la Universidad de Carolina del Norte en Chapel Hill, con los que jugó su última temporada universitaria, promediando 4,6 puntos y 3,2 rebotes por partido.

### Profesional
Tras no ser elegido en el Draft de la NBA de 2011, firmó su primer contrato como profesional con el BC Tsmoki-Minsk de la liga de Bielorrusia, donde jugó una temporada, en la que promedió 11,3 puntos y 5,7 rebotes por partido.
La temporada siguiente fichó por el Vestelspor Manisa de la TB2L turca, donde promedió 17,7 puntos y 8,8 puntos por partido. En noviembre de 2013 fichó por el Den Helder Kings de la FEB Eredivisie holandesa para suplir la lesión de Reggie Keely. donde acabó la temporada promediando 13,2 puntos y 6,8 rebotes por partido.
En enero de 2015 fichó por los Capitanes de Arecibo de la BSN de Puerto Rico, Jugó sólo tres partidos, en los que promedió 8,3 puntos y 5,0 rebotes.
En agosto de 2015 fichó por el Final Gençlik de la TBL turca, donde acabó la temporada promediando 15,0 puntos y 8,8 rebotes por partido. En julio de 2016 se comprometió con el Fortitudo Bologna de la Serie A2 italiana, donde acabó la temporada promediando 14,0 puntos y 7,0 rebotes por partido.